# Maris Bustamante
Maris Bustamante (Ciudad de México, 20 de noviembre de 1949) es una artista visual, profesora, escritora e investigadora mexicana. Destacada por su actividad en el performance y por ser fundadora de los colectivos artísticos No-grupo y Polvo de gallina negra, pionero en México del arte feminista. Es hermana del humorista Andrés Bustamante.

## Biografía
De 1968 a 1973 estudió en la Escuela Nacional de Pintura, Escultura y Grabado "La Esmeralda", en donde impartió clases de 1974 a 1976. Participó en la fundación de los centros de Educación Artística (CEDART) del Instituto Nacional de Bellas Artes de 1976 a 1980. Pintora desde los once años, considera que el inicio de su actividad artística fue con la fundación de No-grupo, un colectivo artístico que fundó y colaboró con Melquiades Herrera, Alfredo Núñez y Rubén Valencia de 1977 a 1983. Este grupo destacó por ser pionero en la presentación de arte no objetual, es decir, aquel performance, la instalación o la ambientación. Con este grupo Bustamante propuso el concepto de Montajes de Momentos Plásticos, piezas artísticas que combinaban el performance y la participación activa del público así como la intervención y uso de objetos distribuidos entre el público espectador.
En 1983 fundó con Mónica Mayer el colectivo de arte feminista Polvo de gallina negra, que durante diez años realizó actividades artísticas de distinta índole con una postura crítica, entre ellas, la cosificación de la mujer en los medios de comunicación masiva.
Ha presentado 21 exposiciones individuales y cerca de 900 colectivas. Es profesora e investigadora de tiempo completo en la Universidad Autónoma Metropolitana campus Azcapotzalco. En ABC Radio tuvo el programa El arte es como la vida misma.
Fue artista residente en el Banff Centre for the Arts, Banff, Canadá (1995), becaria en el Fideicomiso para la Cultura México-USA/Rockefeller por la producción de la investigación Hacia una historia de los No Objetualismos en México: 1969-1979 (2001), y por el fondo Fulbright Scholar 2008-2009 en la San Francisco State University.